# كلية الدراسات الاقتصادية والعلوم السياسية (جامعة الإسكندرية)
أنشئت كلية الدراسات الاقتصادية و العلوم السياسية عام 2014 بمقتضى قرار صادر عن رئيس مجلس الوزراء، تتبع الكلية لجامعة الإسكندرية، أول أعوام الدراسة بالكلية هو العام الجامعى 2014-2015.

## أقسام الكلية
يوجد قسمين بالكلية هما:
- قسم الاقتصاد.
- قسم العلوم السياسية.
- قسم الاحصاء

## أساتذة الكلية
1 / قسم الاقتصاد
○ أ.د. محمد على الليسى أستاذ التنمية و التخطيط المتفرغ
○ أ.د. عبد الرحمن يسرى أحمد أستاذ الاقتصاد الدولى المتفرغ
○ أ.د. نعمة الله نجيب إبراهيم أستاذ اقتصاد العمل المتفرغ
○ أ.د. إسماعيل أحمد الشناوى أستاذ التنمية الاقتصادية
○